# Ciclismo nos Jogos Olímpicos de Verão de 2024 - BMX corrida feminina
A prova do BMX corrida feminina do ciclismo nos Jogos Olímpicos de Verão de 2024 ocorreu em 1 e 2 de agosto de 2024 no exterior do Velódromo de Saint-Quentin-en-Yvelines, em Montigny-le-Bretonneux. Um total de 24 ciclistas de 17 Comitês Olímpicos Nacionais (CON) participaram do evento.

## Qualificação
Cada Comitê Olímpico Nacional (CON) poderia inscrever até três ciclistas qualificadas no BMX corrida. As vagas foram atribuídas ao CON, que seleciona as ciclistas. Haviam 24 vagas disponíveis, alocadas da seguinte forma:
- Ranking de qualificação da UCI: Os dois primeiros CONs ganharam três vagas cada. Já aqueles classificados do 3º ao 5º lugar ganharam duas vagas cada e, por sua vez, os classificados entre o 6º e o 10º lugar ganharam uma vaga cada um, totalizando 17 vagas;
- Campeonatos continentais (Ásia e Américas): os melhores colocados dos dois continentes, que ainda não tinham nenhuma vaga, ganharam uma cada um;
- Campeonato Mundial de 2023: o melhor colocado ainda não classificado ganhou uma vaga;
- Campeonato Mundial de 2024: o melhor colocado ainda não classificado ganhou uma vaga;
- Universalidade: uma vaga foi atribuída pelo princípio de universalidade;
- Realocações: duas vagas não utilizadas (país sede e África) foram realocadas para CONs ainda não classificados.

## Formato
A competição consiste de três fases, compreendendo as quartas de final, semifinais e final. Em cada fase, os ciclistas realizam um percurso com saltos e curvas em declive, decorrendo da seguinte forma:
- Quartas de final: três baterias de oito ciclistas cada. Cada bateria teve três corridas, usando um sistema de ponto por lugar (um ponto para a vencedora de uma corrida, dois pontos para a segunda, etc.), com a pontuação mais baixa nas três corridas vencendo. As seis melhores ciclistas em cada bateria (12 no total) avançam para as semifinais; as classificadas entre o 13º e 20º lugares disputam uma corrida extra de última chance com as quatro melhores avançando as semifinais;
- Semifinais: duas baterias de oito ciclistas cada. Novamente, houve três corridas por bateria, usando o sistema de ponto por lugar. As quatro melhores ciclistas em cada semifinal (oito no total) avançam para a final; tanto nas quartas de final quanto nas semifinais, as ciclistas são reclassificadas para a próxima bateria de acordo com o tempo. Se dois ou mais ciclistas estiverem empatadas em pontos no final das três corridas, os tempos são usados para desempate.
- Final: uma final de oito ciclistas. Uma única corrida vale a disputa pelas medalhas.

## Calendário
Horário local (UTC+2)
| Dia                 | Horário | Fase                     |
| ------------------- | ------- | ------------------------ |
| 1 de agosto de 2024 | 20:20   | Quartas de final         |
| 1 de agosto de 2024 | 22:15   | Corrida de última chance |
| 2 de agosto de 2024 | 20:15   | Semifinais               |
| 2 de agosto de 2024 | 21:50   | Final                    |

## Medalhistas
| Ouro   | AUS Saya Sakakibara |
| Prata  | NED Manon Veenstra  |
| Bronze | FRA Zoé Claessens   |

## Resultados

### Quartas de final
As quartas de final foram disputadas em três baterias de oito ciclistas cada uma.
| Pos. | Bib | Ciclista          | CON                | Corrida 1 | Corrida 1   | Corrida 2 | Corrida 2     | Corrida 3 | Corrida 3   | Total | Notas |
| Pos. | Bib | Ciclista          | CON                | Bateria   | Tempo       | Bateria   | Tempo         | Bateria   | Tempo       | Total | Notas |
| ---- | --- | ----------------- | ------------------ | --------- | ----------- | --------- | ------------- | --------- | ----------- | ----- | ----- |
| 1    | 77  | Saya Sakakibara   | AUS Austrália      | 1         | 34.549 (1)  | 1         | 34.376 (1)    | 1         | 34.515 (1)  | 3     | Q     |
| 2    | 911 | Beth Shriever     | GBR Grã-Bretanha   | 3         | 34.688 (2)  | 2         | 34.421 (2)    | 2         | 34.590 (2)  | 3     | Q     |
| 3    | 11  | Alise Willoughby  | USA Estados Unidos | 2         | 35.459 (4)  | 3         | 35.033 (3)    | 3         | 35.483 (4)  | 3     | Q     |
| 4    | 44  | Molly Simpson     | CAN Canadá         | 3         | 35.752 (5)  | 2         | 35.508 (6)    | 1         | 35.311 (3)  | 7     | Q     |
| 5    | 61  | Manon Veenstra    | NED Países Baixos  | 1         | 35.872 (6)  | 1         | 35.042 (4)    | 3         | 35.520 (5)  | 7     | Q     |
| 6    | 110 | Laura Smulders    | NED Países Baixos  | 1         | 35.076 (3)  | 3         | 35.728 (9)    | 3         | 35.792 (8)  | 8     | Q     |
| 7    | 31  | Daleny Vaughn     | USA Estados Unidos | 2         | 36.099 (9)  | 3         | 36.482 (14)   | 2         | 36.360 (10) | 8     | Q     |
| 8    | 2   | Zoé Claessens     | SUI Suíça          | 3         | 36.018 (8)  | 2         | 35.423 (5)    | 2         | 36.393 (11) | 8     | Q     |
| 9    | 21  | Lauren Reynolds   | AUS Austrália      | 1         | 35.952 (7)  | 1         | 35.564 (7)    | 1         | 35.589 (6)  | 10    | Q     |
| 10   | 22  | Merel Smulders    | NED Países Baixos  | 1         | 36.137 (10) | 3         | 35.760 (10)   | 3         | 35.649 (7)  | 11    | Q     |
| 11   | 94  | Nadine Aeberhard  | SUI Suíça          | 3         | 36.588 (12) | 1         | 35.654 (8)    | 2         | 37.099 (17) | 15    | Q     |
| 12   | 13  | Axelle Étienne    | FRA França         | 3         | 36.354 (11) | 2         | 1:00.895 (24) | 1         | 36.050 (9)  | 16    | Q     |
| 13   | 14  | Gabriela Bolle    | COL Colômbia       | 3         | 38.211 (20) | 2         | 37.266 (17)   | 2         | 36.593 (12  | 16    | q     |
| 14   | 100 | Mariana Pajón     | COL Colômbia       | 2         | 37.832 (19) | 1         | 35.847 (11)   | 2         | 36.823 (14) | 16    | q     |
| 15   | 203 | Paola Reis        | BRA Brasil         | 1         | 37.101 (14) | 2         | 36.259 (12)   | 1         | 36.998 (15) | 16    | q     |
| 16   | 175 | Malene Kejlstrup  | DEN Dinamarca      | 2         | 37.270 (16) | 3         | 36.762 (15)   | 3         | 37.629 (20) | 16    | q     |
| 17   | 7   | Leila Walker      | NZL Nova Zelândia  | 2         | 36.974 (13) | 1         | 36.288 (13)   | 1         | 38.347 (22) | 17    | q     |
| 18   | 218 | Veronika Stūriška | LAT Letônia        | 1         | 37.206 (15) | 3         | 37.007 (16)   | 3         | 37.120 (18) | 19    | q     |
| 19   | 215 | Aiko Gommers      | BEL Bélgica        | 3         | 37.315 (17) | 2         | 37.329 (18)   | 1         | 37.362 (19) | 19    | q     |
| 20   | 85  | Sae Hatakeyama    | JPN Japão          | 1         | DNF (24)    | 1         | 37.953 (19)   | 1         | 36.720 (13) | 20    | q     |
| 21   | 230 | Alina Beck        | GER Alemanha       | 2         | 38.371 (21) | 3         | 39.874 (21)   | 3         | 37.017 (16) | 20    |       |
| 22   | 23  | Felicia Stancil   | USA Estados Unidos | 2         | 37.732 (18) | 1         | 46.155 (23)   | 2         | 37.763 (21) | 20    |       |
| 23   | 101 | Shanayah Howell   | ARU Aruba          | 3         | 39.325 (22) | 3         | 38.889 (20)   | 2         | 39.492 (23) | 23    |       |
| 24   | 209 | Miyanda Maseti    | RSA África do Sul  | 2         | 43.011 (23) | 2         | 42.401 (22)   | 3         | 43.210 (24) | 23    |       |

### Corrida de última chance
As quatro primeiras ciclistas avançam para as semifinais.
| Pos. | Bib | Ciclista              | Tempo    | Notas |
| ---- | --- | --------------------- | -------- | ----- |
| 1    | 100 | COL Mariana Pajón     | 36.015   | Q     |
| 2    | 85  | JPN Sae Hatakeyama    | 37.068   | Q     |
| 3    | 14  | COL Gabriela Bolle    | 37.373   | Q     |
| 4    | 175 | DEN Malene Kejlstrup  | 37.375   | Q     |
| 5    | 215 | BEL Aiko Gommers      | 37.819   |       |
| 6    | 7   | NZL Leila Walker      | 38.362   |       |
| 7    | 203 | BRA Paola Reis        | 2:14.343 |       |
| 8    | 218 | LAT Veronika Stūriška | 2:15.767 |       |

### Semifinais
As quatro melhores ciclistas de cada bateria avançam a final.
| Pos. | Bib | Ciclista             | Corrida 1 | Corrida 1  | Corrida 2 | Corrida 2  | Corrida 3 | Corrida 3  | Total | Notas |
| Pos. | Bib | Ciclista             | Bateria   | Tempo      | Bateria   | Tempo      | Bateria   | Tempo      | Total | Notas |
| ---- | --- | -------------------- | --------- | ---------- | --------- | ---------- | --------- | ---------- | ----- | ----- |
| 1    | 77  | AUS Saya Sakakibara  | 1         | 34.162 (1) | 1         | 34.847 (1) | 2         | 34.189 (1) | 3     | Q     |
| 2    | 911 | GBR Beth Shriever    | 2         | 34.297 (1) | 2         | 34.339 (1) | 1         | 34.326 (1) | 3     | Q     |
| 3    | 61  | NED Manon Veenstra   | 1         | 35.016 (3) | 1         | 35.178 (2) | 1         | 35.543 (4) | 9     | Q     |
| 4    | 110 | NED Laura Smulders   | 1         | 36.165 (4) | 2         | 35.128 (2) | 2         | 35.610 (3) | 9     | Q     |
| 5    | 11  | USA Alise Willoughby | 1         | 34.892 (2) | 2         | 36.624 (7) | 1         | 34.833 (2) | 11    | Q     |
| 6    | 2   | SUI Zoé Claessens    | 2         | 36.235 (5) | 1         | 35.206 (3) | 1         | 34.848 (3) | 11    | Q     |
| 7    | 44  | CAN Molly Simpson    | 2         | 35.599 (2) | 1         | 35.953 (4) | 1         | 36.349 (5) | 11    | Q     |
| 8    | 13  | FRA Axelle Étienne   | 1         | 37.202 (6) | 2         | 36.244 (5) | 2         | 36.413 (4) | 15    | Q     |
| 9    | 100 | COL Mariana Pajón    | 1         | 36.802 (5) | 2         | 35.649 (3) | 2         | 40.796 (7) | 15    |       |
| 10   | 21  | AUS Lauren Reynolds  | 2         | 35.814 (3) | 2         | 35.917 (4) | 2         | 52.185 (8) | 15    |       |
| 11   | 31  | USA Daleny Vaughn    | 2         | 36.181 (4) | 1         | 37.333 (6) | 1         | 36.910 (6) | 16    |       |
| 12   | 22  | NED Merel Smulders   | 2         | REL        | 1         | 37.459 (7) | 2         | 35.057 (2) | 19    |       |
| 13   | 94  | SUI Nadine Aeberhard | 1         | DNF        | 2         | 36.334 (6) | 2         | 36.517 (5) | 19    |       |
| 14   | 14  | COL Gabriela Bolle   | 2         | 37.232 (6) | 1         | 36.199 (5) | 1         | 37.795 (8) | 19    |       |
| 15   | 175 | DEN Malene Kejlstrup | 1         | 37.493 (7) | 1         | 37.861 (8) | 2         | 37.454 (6) | 21    |       |
| 16   | 85  | JPN Sae Hatakeyama   | 2         | 37.600 (7) | 2         | 38.154 (8) | 1         | 37.207 (7) | 22    |       |

### Final
As melhores colocadas na corrida única conquistam as medalhas.
| Pos.              | Bib | Ciclista             | Tempo  |
| ----------------- | --- | -------------------- | ------ |
| Medalha de ouro   | 77  | AUS Saya Sakakibara  | 34.231 |
| Medalha de prata  | 61  | NED Manon Veenstra   | 34.954 |
| Medalha de bronze | 2   | SUI Zoé Claessens    | 35.060 |
| 4                 | 110 | NED Laura Smulders   | 35.745 |
| 5                 | 44  | CAN Molly Simpson    | 35.833 |
| 6                 | 11  | USA Alise Willoughby | 36.171 |
| 7                 | 13  | FRA Axelle Étienne   | 36.273 |
| 8                 | 911 | GBR Beth Shriever    | 36.496 |